# Калкара (Мачерата)
Калкара (итал. Calcara) насеље је у Италији у округу Мачерата, региону Марке.
Према процени из 2011. у насељу је живело 35 становника. Насеље се налази на надморској висини од 808 м.